# Cortona
Cortona là một đô thị và thị xã của Ý. Đô thị này thuộc tỉnh Arezzo trong vùng Toscana. Cortona có diện tích km2, dân số theo ước tính năm 2005 của Viện thống kê quốc gia Ý là 22.537 người. 
Các đơn vị dân cư:
Đô thị Cortona giáp với các đô thị: